# 메이지 산리쿠 지진
메이지 산리쿠 지진(일본어: 明治三陸地震 めいじさんりくじしん[*])은 1896년 6월 15일 오후 7시 32분 30초에 일본 이와테현 가미헤이군 가마이시정(현 가마이시시) 동쪽 200km 산리쿠 해역에서 일어난 산리쿠 해역 지진이다. 모멘트 규모는 M8.2-8.5로 추정되는 거대지진이다. 지진 직후 일어난 쓰나미로 오후나토 시에 최대 38.2m의 쓰나미가 들이닥쳤으며 이는 도호쿠 지방 태평양 해역 지진 전까지 최대로 덮쳤던 쓰나미 높이였다. 이 지진은 대표적인 해일지진으로 알려져 있다.
산리쿠 연안이라는 말이 본격적으로 쓰이게 된 지진이다. 또한 1888년 반다이산 분화, 1891년 미노-오와리 지진 이후 일본 내 신문에 본격적으로 재난 보도가 집중적으로 등장하며 의연금 모집 문화가 생겨나기 시작한 지진이다.

## 지진
낮은 각도의 역단층형인 충상단층 지진 형태의 해구형지진이다. 산리쿠 해역 지진의 고유지진이지만 진원역이 확실하게 잡혀있는 것이 아니기 때문에 지진 발생 간격은 수십 년 사이에서 수백 년 사이로 추정된다.
지진 당시 일본 각지에서 느낀 진도는 현대의 일본 기상청 진도 계급으로 환산할 시 2-3 정도로, 최대 진도가 아키타현 센보쿠군에서 느낀 진도4 정도로 약간 오랫동안 흔들렸으나 거의 신경쓰지 않을 정도의 흔들림이었다. 지진의 흔들림으로 인한 피해는 거의 없었으나 거대한 쓰나미가 일어나 막대한 피해를 입었다.

### 각지의 진도
1896년 당시 지진 관측은 일본 중앙기상대(현 일본 기상청) 기상관측소 외에 군, 관공서 위탁관측소에서 관측하고 있었다. 당시 일본 기상청 진도 계급은 '열진'(진도 6 정도), '강진'(진도 4-5), '약진'(진도 2-3), '미진'(진도 2 미만)으로 나눠져 있었다. 메이지 산리쿠 지진은 대부분 지역에서 약진-미진을 관측하였으나 일부 지역에선 강진을 관측하였다.
| 중앙기상대 기준 진도 | 관측소 |
| -------------------- | --- |
| 강진                 | 가미키타군, 센보쿠군(고와쿠비촌, 센야촌), 와타리군 |
| 약진                 | 도카치 지청 (오쓰촌) 하코다테(관측소), 아오모리정(관측소), 산노헤군, 기타쓰가루군, 시모키타군, 이사와군, 가즈노군, 히에누키군, 아키타시(관측소), 센보쿠군, 야마모토군(노시로미나토정), 소마군, 이와키군, 기타무라야마군, 히가시타가와군, 유리군, 우쓰노미야시(관측소), 도쿄시(중앙기상소)                |
| 미-약진              | 미야코정(관측소) |
| 미진                 | 네무로(관측소), 니노헤군, 미나미이와테군, 니시이와이군, 미나미구노헤군, 니시헤이군, 게센군, 미나미아키타군, 히라카군 누마다테촌, 기타아키타군 다카노스촌, 후쿠시마정(관측소), 갓타군, 야마가타시(관측소), 니시오키타마군, 히가시무라야마군, 아쿠미군, 히가시이바라키군, 아와군, 고후시(관측소), 사카이정 |

### 매커니즘
메이지 산리쿠 지진은 진도가 작음에도 불구하고 거대한 규모의 쓰나미가 일어났는데, 이는 지진이 모멘트 규모 Mw8.2-8.5에 달하는 거대한 힘으로 천천히 움직이는 지진이었기 때문이다. 1989년 이뤄진 연구에서는 메이지 산리쿠 지진 당시 북아메리카판과 태평양판의 폭 50km, 길이 210km 크기의 판 영역이 12-13m 정도 이동했다는 것을 알게 되었다. 태평양판 경계면에서는 부드러운 퇴적물이 잔뜩 쌓여 있는데, 지진으로 이 퇴적물들이 천천히 움직인 것으로 추정된다. 퇴적물의 독특한 움직임이 지진파가 직접적으로 준 것보다 훨씬 크게 바다에게 영향을 주어 큰 에너지를 전달한 것이다. 이 외에도 지진동의 주기 자체가 굉장히 길고 지진동의 크기에 비해 인간이 그다기 감지하기 어려운 수 초 주기의 장주기 지진동이 강했다. 이 때문에 인간이 실질적으로 체감하는 진도가 2-3 사이로 작아 별로 느끼지 못한 것으로 알려져 있다.
메이지 산리쿠 지진으로 진원역 주변의 바닷물은 64km3 영역이 해수면보다 더 올라가 거대한 지진 해일을 만들었다.
2011년 일어난 도호쿠 지방 태평양 해역 지진의 지진파 분석 결과 지진 당시 판 경계의 대륙판 쪽 깊은 심층부에서 고주파 진동이 만들어졌으며, 단층이 미끄러지고 해구 축선 얉은 부분에서 동적 오버슈트 현상이라 부르는 저주파 지진이 만들어져 판에 쌓인 응력을 훨씬 넘는 판 미끄러짐이 교대로 일어난 것으로 추정하고 있다. 여기서 거대한 쓰나미를 만든 지진은 축 얉은 곳에서 일어난 미끄러짐으로 메이지 산리쿠 지진도 고주파 진동 없이 이 저주파 지진만 일어난 것으로 추정된다.
일본에서는 메이지 산리쿠 지진 및 1946년 알류샨 열도 지진과 같이 지진이 일어날 때 지각 변동이 보통에 비해 급격하지 않고 천천히 장기간 이루어지는 지진을 느린 지진이라고 부르며, 느린 지진으로 지진동이 작음에도 불구하고 거대한 지진 해일을 만들어내는 지진을 해일지진이라고 부른다.

### 지진 규모
진도 분포를 통해 가와스미 교수는 MK5.4로 두고 규모를 M7.6이라 계산했다.(M = 4.85 + 0.5 MK) 또한 주기 약 20초의 지진파를 통한 표면파 규모는 Ms7.2에서 7.4 또는 MS7.9로 추정하고 있다.
진원 단층 모델을 통한 모멘트 규모 계산에서는 지진 모멘트 M0을 5.9×1021N・m, 즉 Mw8.4 또는 M0 = 6.3×1021N・m로 계산하여 Mw8.5로 추정하고 있다. 쓰나미 규모 Mt는 일본 내 최대소상고를 통해 8.2로 추정하였으며, 미국 등 해외에 영향을 준 쓰나미의 규모는 8.6 정도에 달하는 것으로 추정한다.

## 쓰나미
쓰나미 첫 파도는 지진이 일어난 지 약 30분 후인 오전 8시 7분에 온 것으로 기록되어 있다. 남쪽으로는 미야기현부터 북쪽으로는 홋카이도까지 쓰나미의 영향을 받았다.
쓰나미의 최대소상고는 홋카이도부 호로이즈미군(현 홋카이도 에리모정) 에리모곶에서 최대 높이 4m를, 아오모리현 산노헤군 하치노헤정(현 하치노헤시 우치마루 부근)에서 3m, 미야기현 오시카군 오나가와촌(현 오나가와정 오나가와하마 오나가와)에서 3.1m를 기록하였다. 이와테현의 시모헤이군 다로정(현 미야코시 다로지구)에서 14.6m를, 같은 군 후나코시촌(현 야마다정 후나코시)에서 10.5m, 같은 군 오모에촌(현 미야코시 오모에)에서 18.9m, 가미헤이군 가마이시정(현 가마이시시 가마이시)에서 8.2m, 게센군 요시하마촌(구 게센군 산리쿠정 요시하마, 현 오후나토시 산리쿠초 요시하마)에서 22.4m를, 같은 군 료리촌(구 게센군 산리쿠정 료리, 현 오후나토시 산리쿠초 료리)에서 21.9m를 기록하였으며 전체적으로 평균 10m가 넘는 쓰나미가 몰아쳤다.
특히 료리만에서는 만 안쪽 뒤얽힌 골짜기 모양의 특이한 지형 때문에 쓰나미의 최대소상고가 당시 가장 높았던 38.2m를 기록하였다.
일본 외에도 미국의 하와이에서도 2.4m에서 9.14m에 달하는 쓰나미가 도달하였으며 부두가 파괴되고 해안가의 집들이 쓸려가는 피해를 입었다. 미국 본토의 캘리포니아주 2.9m에 달하는 쓰나미가 도달했다.
각지에 도달한 쓰나미 높이를 종합하면 다음과 같다.
| 국가 | 지역                             | 쓰나미 높이       | 최대소상고 |
| ---- | -------------------------------- | ----------------- | ---------- |
| 일본 | 홋카이도부 호로이즈미군 에리모곶 |                   | 04m        |
| 일본 | 아오모리현 산노헤군 하치노헤정   |                   | 03m        |
| 일본 | 이와테현 시모헤이군 다로정       |                   | 14.6m      |
| 일본 | 이와테현 시모헤이군 오모에촌     |                   | 18.9m      |
| 일본 | 이와테현 시모헤이군 후나코시촌   |                   | 10.5m      |
| 일본 | 이와테현 가미헤이군 가마이시정   |                   | 08.2m      |
| 일본 | 이와테현 게센군 요시하마촌       |                   | 22.4m      |
| 일본 | 이와테현 게센군 료리촌           |                   | 21.9m      |
| 일본 | 이와테현 게센군 산리쿠정 료리만  |                   | 38.2m      |
| 일본 | 미야기현 오시카군 오나가와촌     |                   | 03.1m      |
| 미국 | 하와이주                         | 30ft (약 9.14m)   |            |
| 미국 | 캘리포니아주                     | 09.5ft (약 2.90m) |            |

## 피해
일본 내에선 인명 피해가 극심하여 사망자 21,915명, 실종자 44명, 부상자 4,398명이 발생하였다. 이 중 홋카이도에서 6명이, 아오모리현에서 343명이, 이와테현에서 18,158명이, 미야기현에서 3,452명이 사망하였으며 대부분의 피해는 이와테현에 집중되었다.
한편 사상자수 중에서 실종자수가 매우 적은데, 처음에 미야기현 일부 및 아오모리현은 부검을 실시하여 사망자수와 실종자수를 별도로 집계하고 있었으나 "생존자가 적은 상황에서 복잡한 검시를 하기 힘들다"며 "부검을 꼭 하지 않는다"라는 사회 분위기가 만들어져 "실종자" 개념이 사라졌다. 또한 사망자로 간주되는 사람은 "익사" 또는 "사망"으로 간단하게 구분하였다.
그 외 물적피해로는 가옥 유실 9,878채, 주택 붕괴 1,844채, 선박 유실 6,930척의 피해가 있었다.

## 유발지진
본진인 메이지 산리쿠 지진의 영향으로 진원역 및 여진이 일어나는 지역과 멀리 떨어진 곳에서도 규모가 큰 유발지진이 몇 차례 일어났다. 아래는 주요 유발지진 목록이다.
- 2개월 후인 1896년 8월 31일, 일본 이와테현과 아키타현의 경계 지역에서 규모 M7.2의 리쿠 지진이 일어났다.[36]
- 8개월 후인 1897년 2월 20일, 규모 M7.4의 미야기현 해역 지진이 일어났다.
- 1년 1개월 후인 1897년 8월 5일, 규모 M7.7의 산리쿠 해역 지진이 일어났다.
- 1년 10개월 후인 1898년 4월 23일, 규모 M7.2의 미야기현 해역 지진이 일어났다.[36]
- 37년 후인 1933년 3월 3일, 규모 M8.1의 쇼와 산리쿠 해역 지진이 일어났다.

## 지진학의 영향
일본의 지진학자 이마무라 아키쓰네는 메이지 산리쿠 지진을 연구하고 다음 해인 1899년 해저 지각의 운동으로 본 지진이 발생했다는 가설을 제시했다.

## 같이 보기
- 쇼와 산리쿠 해역 지진

## 참고 문헌
- Abe, Katsuyuki (1973)：Tsunami and mechanism of great earthquakes, Physics of the Earth and Planetary. Interiors, 7, 143-153. ：阿部勝征。
- 〈阿部勝征 『津波地震とは何か』〉. 《月刊地球》. Vol.25、No.5. 海洋出版. 2003. 340頁쪽.
- 土井恵治 (2005년 7월). 《地震のすべてがわかる本 発生のメカニズムから最先端の予測まで》. 成美堂出版. ISBN 978-4-4150-2590-2.
- Satoshi Ide, Annemarie Baltay, Gregory C. Beroza. (2011) :Shallow Dynamic Overshoot and Energetic Deep Rupture in the 2011 Mw 9.0 Tohoku-Oki Earthquake, Science Express. ：井出哲ほか。Science 19 May 2011
- 金森博雄編, 편집. (1991년 9월). 《地震の物理》. 岩波地球科学選書. 岩波書. ISBN 978-4-0000-7832-0.
- 三好寿 (1984년 2월). 《津波のはなし》. 新日本新書. 新日本出版社.
- 国立天文台 (2005년 11월 26일). 《理科年表 平成18年》. 理科年表 第79冊. 丸善. ISBN 978-4-6210-7637-8.
- 国立天文台. 《理科年表》. 丸善.
- 渡辺偉夫 (1985년 11월). 〈大森房吉、1901年〉. 《日本被害津波総覧》 初版판. 東京大学出版会. 101頁쪽. ISBN 978-4-1306-1077-3.
- 力武常次 (1994년 5월). 《固体地球科学入門》 第2版판. 共立出版. ISBN 978-4-3200-4670-2.
- 阿部勝征ほか (1989년 3월 25일).  佐藤良輔編著, 편집. 《日本の地震断層パラメーター・ハンドブック》. 鹿島出版会. ISBN 978-4-3060-3232-3.
- 〈谷岡勇市郎、佐竹健治 『津波地震の発生メカニズム』〉. 《月刊地球》. Vol.25、No.5. 海洋出版. 2003. 349頁쪽.
- 宇佐美龍夫 (2003년 4월). 《最新版 日本被害地震総覧 416‐2001》. 東京大学出版会. ISBN 978-4-1306-0742-1.
- 宇津徳治ほか編, 편집. (2001년 7월). 《地震の事典》 第2版판. 朝倉書店. ISBN 978-4-2541-6039-0.
- 首藤伸夫ほか編, 편집. (2007년 11월). 《津波の事典》 初版판. 朝倉書店. ISBN 978-4-254-16050-5.
- 吉村昭 (2004년 3월 10일). 《三陸海岸大津波》. 文春文庫 新版판. 文芸春秋. ISBN 978-4-1671-6940-4.